# Callimetopus panayanus
Callimetopus panayanus es una especie de escarabajo longicornio del género Callimetopus,  subfamilia Lamiinae. Fue descrita científicamente por Schultze en 1920.
Se distribuye por Filipinas. Mide 17-17,5 milímetros de longitud.